# Wennigsen (Deister)
Wennigsen település Németországban, azon belül Alsó-Szászország tartományban. Lakosainak száma 14 233 fő (2023. december 31.). Wennigsen Gehrden, Ronnenberg, Springe és Barsinghausen községekkel határos.

## A település részei
- Argestorf (321 fő, 2,9 km²)
- Bredenbeck mit Steinkrug (3.401 fő, 14,4 km²)
- Degersen (2.128 fő, 6,4 km²)
- Evestorf (322 fő, 1,5 km²)
- Holtensen (1.299 fő, 5,7 km²)
- Sorsum (590 fő, 2,7 km²)
- Wennigsen Waldkater-rel (5.899 fő, 20,3 km² Wennigser Markkal együtt)
- Wennigser Mark (1.204 fő)

A címerek:

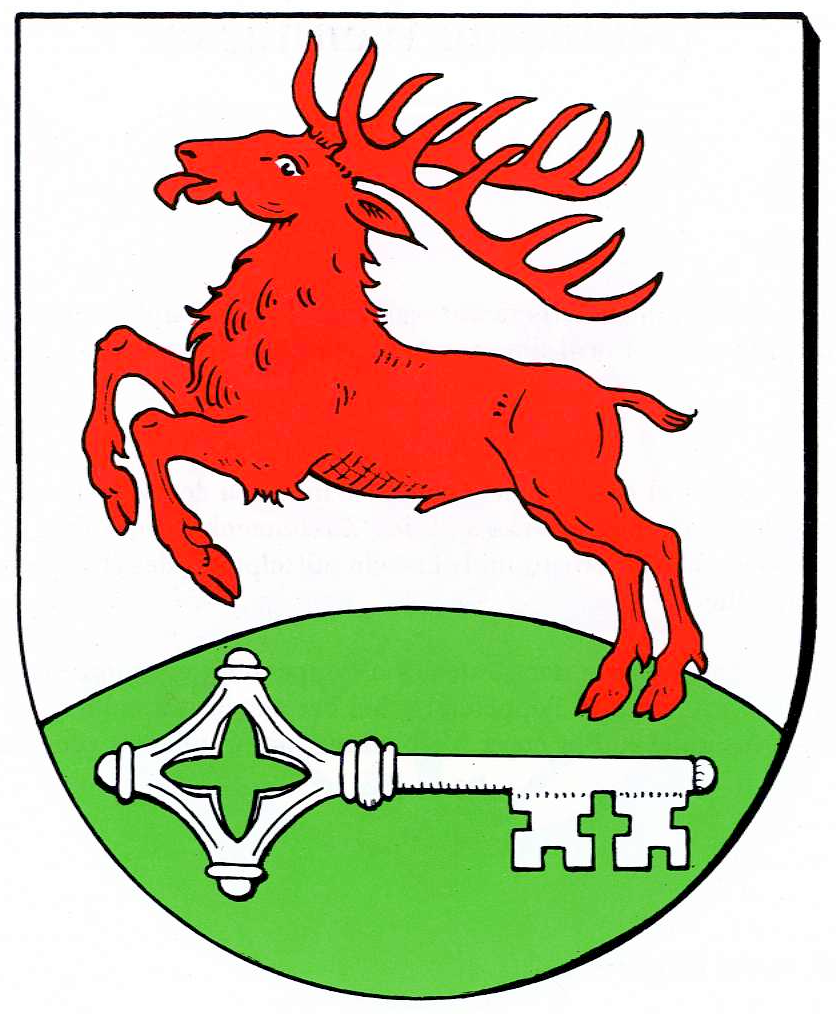
Argestorf
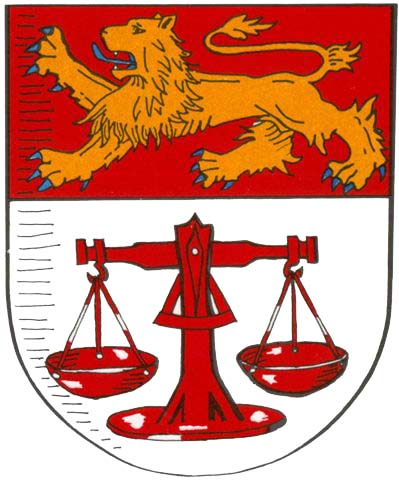
Bredenbeck
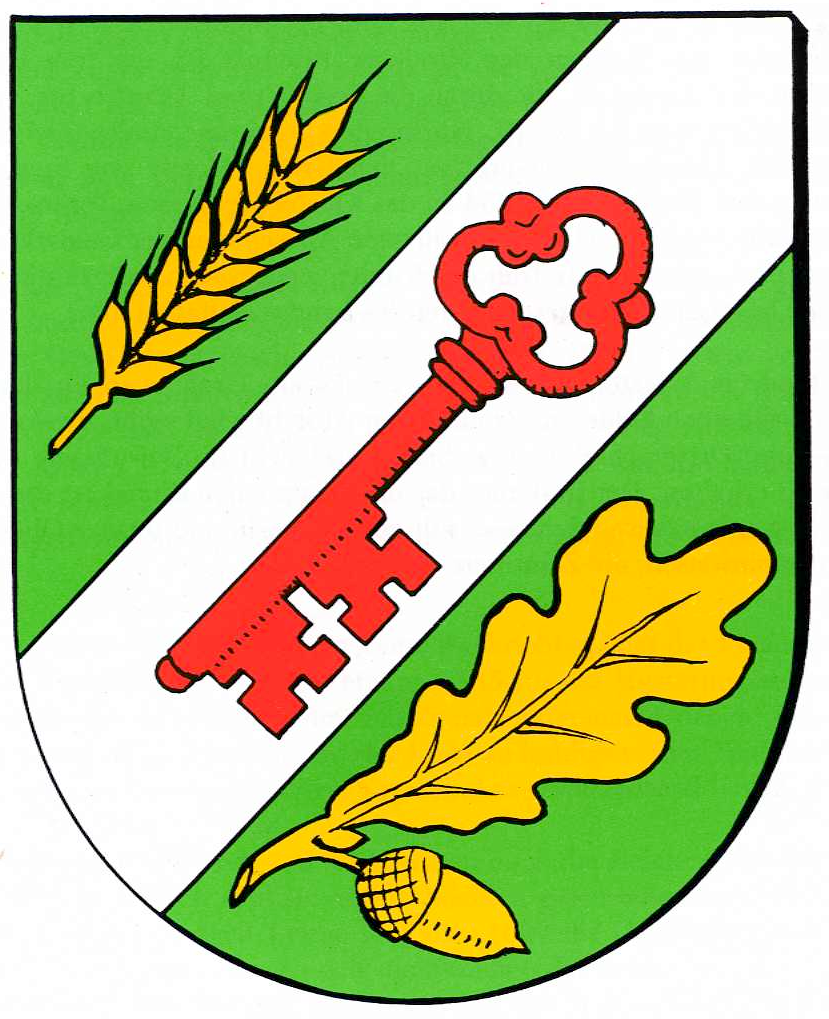
Degersen
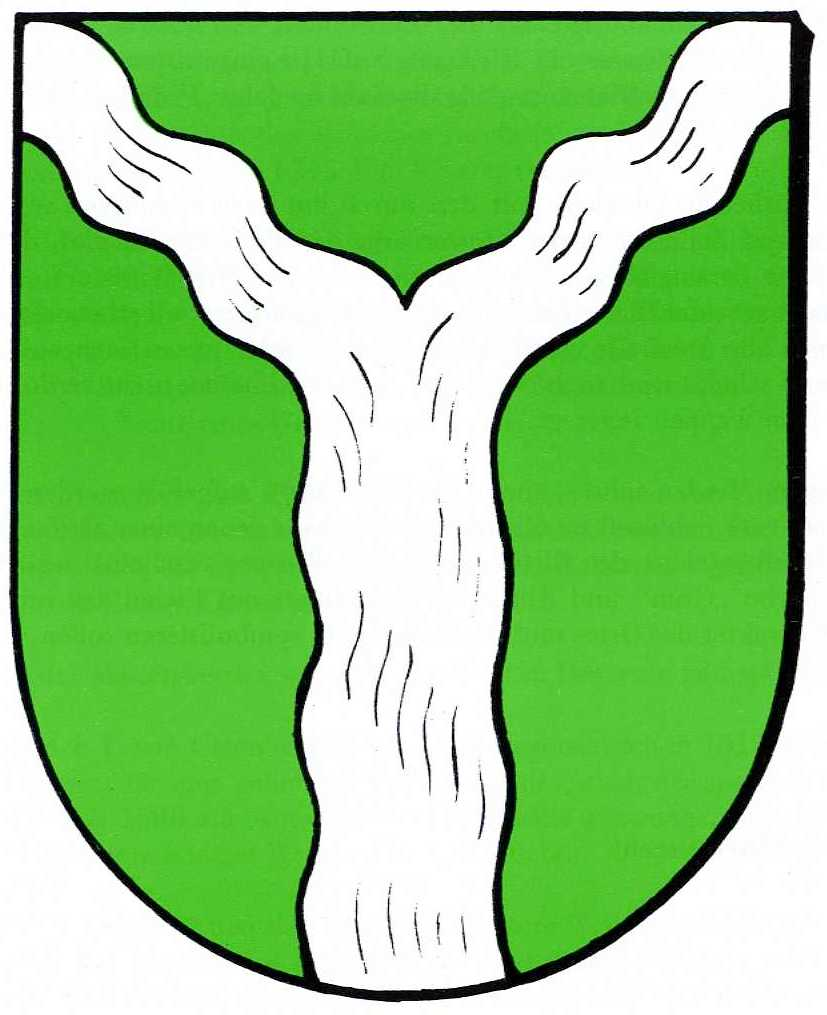
Evestorf
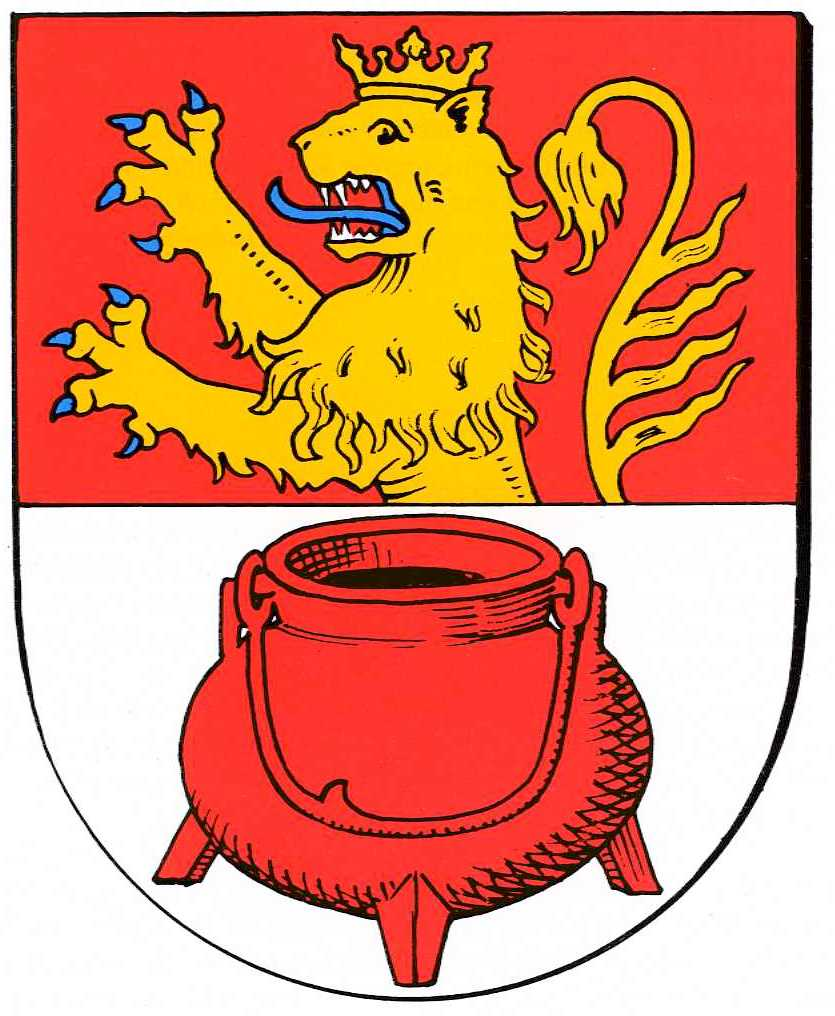
Holtensen
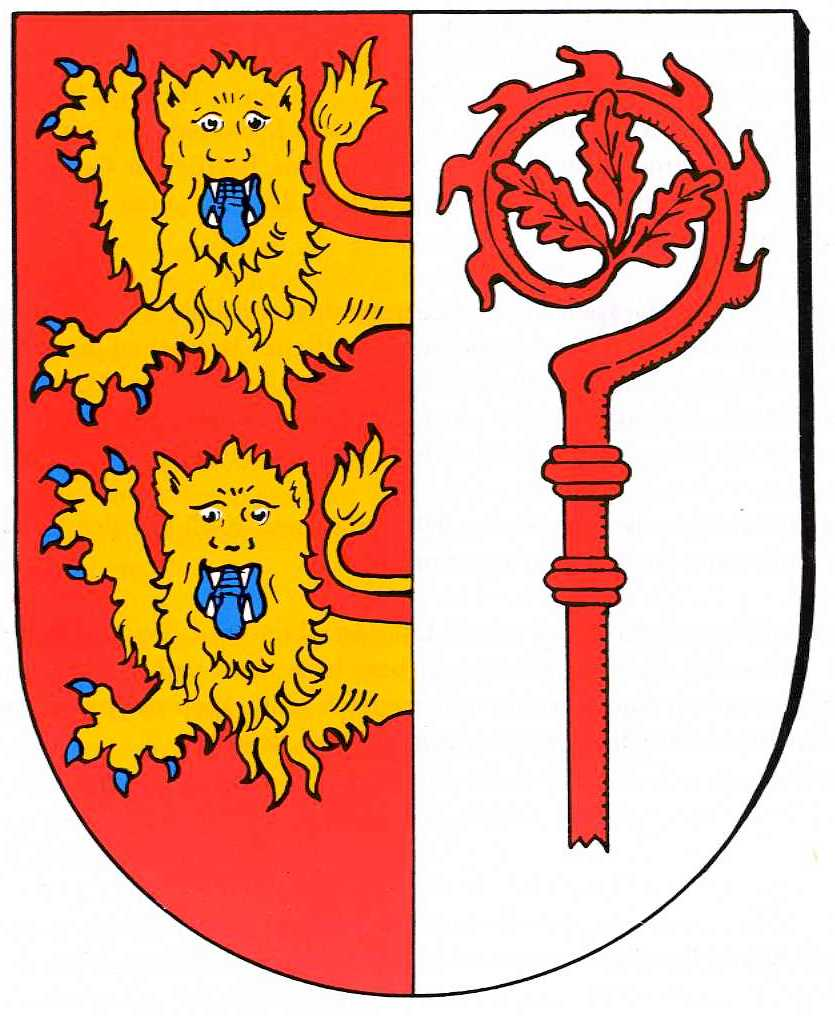
Sorsum
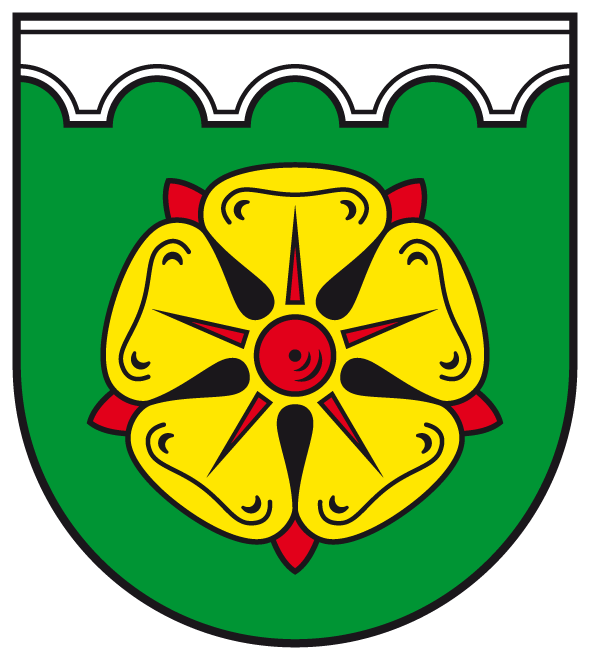
Wennigsen
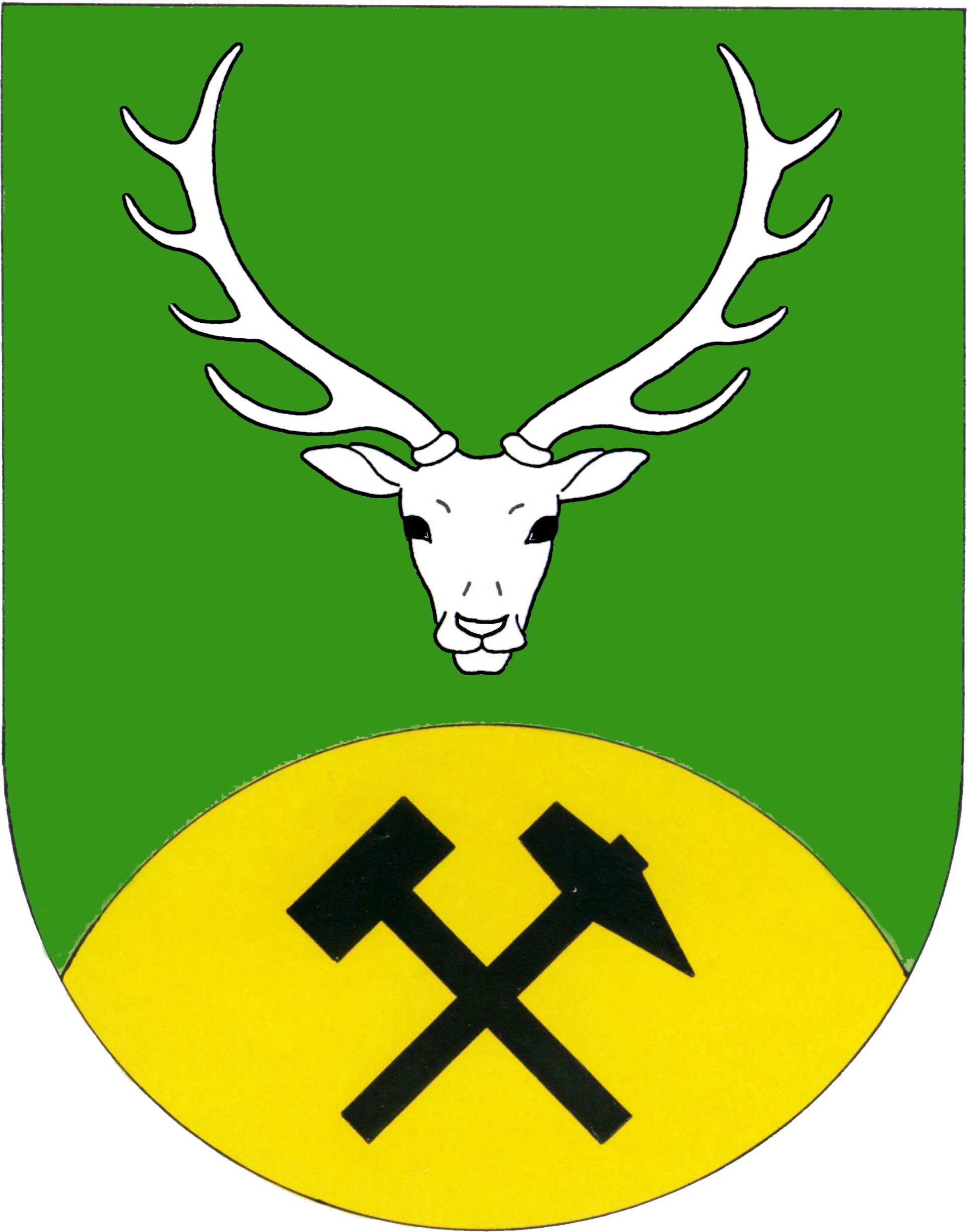
Wennigser Mark

## Népesség
A település népességének változása:
| Lakosok száma | 15 191 | 14 036 | 14 138 | 14 054 | 13 996 | 14 043 | 14 216 | 14 233 |
|               | 2012   | 2015   | 2016   | 2017   | 2019   | 2021   | 2022   | 2023   |